# Hang Fire
Hang Fire è un singolo del gruppo rock The Rolling Stones, pubblicato nel 1982 ed estratto dall'album Tattoo You.

## Tracce
- Lato A

1. Hang Fire

- Lato B

1. Neighbours

## Formazione
The Rolling Stones
- Mick Jagger– voce
- Keith Richards– chitarra, cori
- Ronnie Wood–basso, cori
- Bill Wyman– chitarra
- Charlie Watts– batteria

Altri musicisti
- Ian Stewart– piano